# Guido Biasi
Pour les articles homonymes, voir Biasi.
Guido Biasi, né à Naples le 5 juillet 1933 et mort à Paris 12e le 9 janvier 1983, est un peintre italien.

## Biographie
Guido Biasi s'est formé à l'Académie des Beaux-Arts de Naples sous la direction d'Emilio Notte. Dans la capitale napolitaine, il a eu l'occasion de fréquenter le milieu avant-gardiste local proche des positions de la Pittura Nucleare milanaise.
En 1957, il signe le manifeste pour une peinture organique.
L'année suivante, il participe à la fondation du « groupe 58 ».
En 1960 et 1961, il participe à l'exposition Surrealist intrusion in the enchanters domain, organisée par Breton et Marcel Duchamp.
Guido Biasi s’installe à Paris en 1967.

## Œuvres
- Mnemoteche (1970),
- Memorie ecologiche (1973-1075)
- Museologie (1977)[2].